# Смирнов, Константин Гаврилович
Константин Гаврилович Смирнов (8 января 1910 — ?) — участник Великой Отечественной войны, Герой Социалистического Труда, механик-сборщик научно-исследовательского института № 49 Государственного комитета Совета Министров СССР по судостроению в Ленинграде.

## Биография
К.Г. Смирнов родился 8 января 1910 года в Санкт-Петербурге.
После окончания профессионально-технической школы точной механики и оптики в Ленинграде в 1931 году он стал заниматься радиомеханикой. Смирнов принимал участие в создании школы разработчиков в области мощных радиопередающих устройств. Благодаря Ленинградскому институту мощного радиостроения определился его дальнейший труд и Константин Гаврилович получил высокую квалификацию.
С июля 1941 года Константин Гаврилович начал служить в Красной Армии. Он участвовал в Великой Отечественной войне, воевал на Ленинградском фронте. В 1944 году Смирнов был телефонистом взвода связи 3-го стрелкового батальона, командиром отделения, а затем начальником рации роты связи 1251-го стрелкового полка 377-й стрелковой дивизии 3-го Прибалтийского фронта, ефрейтором.
После демобилизации из Красной Армии он работал механиком в Научно-исследовательском институте морской телемеханики и автоматики № 49, переименованном в 1966 году в Центральный научно-исследовательский институт приборов автоматики (ЦНИИПА), а в 1971 году — в ЦНИИ «Гранит» Министерства судостроительной промышленности СССР.
К. Г. Смирнов принимал участие в создании нескольких поколений систем дальней магистральной коротковолновой радиосвязи и семейств новых стационарных автоматизированных ламповых и транзисторных передатчиков КВ-однополосной радиосвязи.
Указом Президиума Верховного Совета СССР от 17 июня 1961 года за заслуги в создании образцов ракетной техники и обеспечении успешного полета человека в космическое пространство ему было присвоено звание Героя Социалистического Труда, а также вручены орден Ленина и золотая медаль «Серп и Молот».
В 1970—1981 годах он работал механиком 7-го и 8-го разрядов ЦНИИ «Гранит».
К. Г. Смирнов похоронен в Санкт-Петербурге.

## Награды
- Орден Ленина (17.06.1961);
- Орден Славы 3-й степени (06.10.1944)[2];
- Медаль «За отвагу» (09.08.1944)[3];
- Медаль «За боевые заслуги» (31.07.1944)[4].